# دينيس كليمنت
دينيس كليمنت (بالإنجليزية: Denis Clemente)‏ (10 أبريل 1986 في الولايات المتحدة - ) هو لاعب كرة سلة بورتوريكي في مركزي الهجوم خلفي ومدافع مسدد الهدف. لعب مع Miami Hurricanes ‏.

## وصلات خارجية
- دينيس كليمنت على موقع كرة السلة الأوروبية.كوم (الإنجليزية)
- دينيس كليمنت على موقع كلية كرة السلة في سبورتس رفرنس.كوم (الإنجليزية)
- دينيس كليمنت على موقع ريلجم (الإنجليزية)
- دينيس كليمنت على موقع بروبوليرز (الإنجليزية)
- دينيس كليمنت على موقع سبورتس رفرنس (الإنجليزية)